# Havana

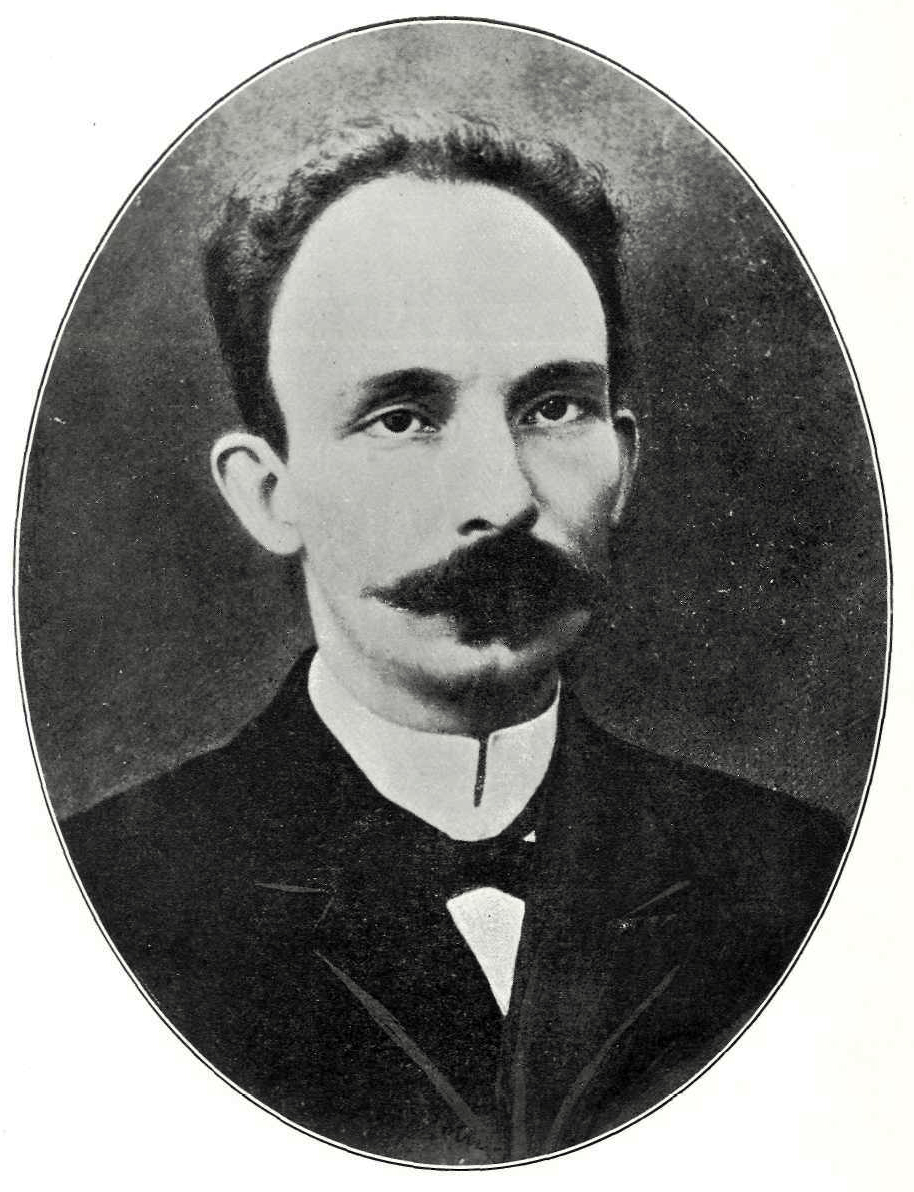
José Martí, místní rodák a významná postava kubánských dějin

Havana (španělsky: San Cristóbal de La Habana, obvykle zkracováno na La Habana, IPA: [la aˈβana]) je hlavní město Kuby.
Havana se nachází pouze 160 km jižně od floridského Key West (město). Je jednou z 15 kubánských provincií a podle údajů z roku 2023 má 2,149 milionu obyvatel. Město se vyznačuje španělskou koloniální architekturou a je proto na seznamu světových památek UNESCO.

## Historie
Záliv, na jehož břehu se Havana rozkládá, byl Evropany prozkoumán roku 1509. O šest let později, 25. srpna 1515, pak bylo založeno současné město. Jeho zakladatelem se stal tehdejší španělský conquistador Diego Velázquez de Cuéllar, vznikla zde pevnost. Právě z Havany byly vysílány další dobyvatelské výpravy do všech koutů Karibiku.
V 18. a 19. století Havana vzkvétala jako centrum koloniální Kuby a velmi rychle se rozrůstala; dokonce byla známa i jako Paříž Antil. Tehdy vzniklo mnoho dnes známých koloniálních památek.
V první polovině 20. století přibyly různé hotely a herny. Na jednu stranu vzrostla zločinnost, prosperitu však přinášeli američtí turisté, kterých sem jezdily statisíce.
Během druhé světové války, v den prvního výročí vypálení Lidic, bylo jedno havanské náměstí pojmenováno Plaza Lidice. V roce 1944 byla v havanském hotelu "Hotel Nacional" založena mezinárodní letecká asociace IATA. V padesátých letech 20. století byly na nábřežních komunikacích Havany pořádány automobilové závody Formule 1.
Po roce 1961 se situace změnila. Poté, co přišel k moci Fidel Castro a Kuba získala pomoc od SSSR, byly vybudovány moderní stavby. Staré město Havany však začalo postupně chátrat. Ekonomická krize v 80. a 90. letech, zapříčiněná rozpadem SSSR, hlavního hospodářského partnera Kuby, vedla k dalšímu zhoršení stavu mnoha budov, jak nových, tak i historicky chráněných.

## Kultura
Americký spisovatel Ernest Hemingway strávil v kubánském hlavním městě s přestávkami 20 let svého života. V havanské čtvrti El Vedado se pak nachází Havanská univerzita, mezi jejíž frekventanty patřila např. kubánská spisovatelka Daína Chavianová.
V městě se také nalézá hřbitov Kryštofa Kolumba (Cementerio Cristóbal Colón), kde leží pochováni např. Máximo Gómez, Alejo Carpentier, José Lezama Lima, Alberto Korda, Ibrahim Ferrer, José Raúl Capablanca, Rubén González, Teófilo Stevenson, či Carlos Juan Finlay.

## Doprava
Havana je dopravním uzlem celé Kuby; má významný přístav i mezinárodní letiště Jose Martího. Vede sem i Carretera Central – hlavní kubánská silnice. Samozřejmostí je i železniční napojení, na karibské poměry však poněkud kvalitnější (existuje rozsáhlá síť předměstské železnice). Městskou dopravu obstarávají pouze autobusy, drážní druhy dopravy zastoupeny nejsou. Vzhledem k špatné ekonomické situaci Kuby byly nasazeny do provozu speciální návěsové autobusy (Camello), avšak ty jsou již pomalu nahrazovány modernějšími vozidly postavenými podle konstrukce vozů od společnosti Mercedes-Benz a plánuje se nákup nových autobusů z ČLR.

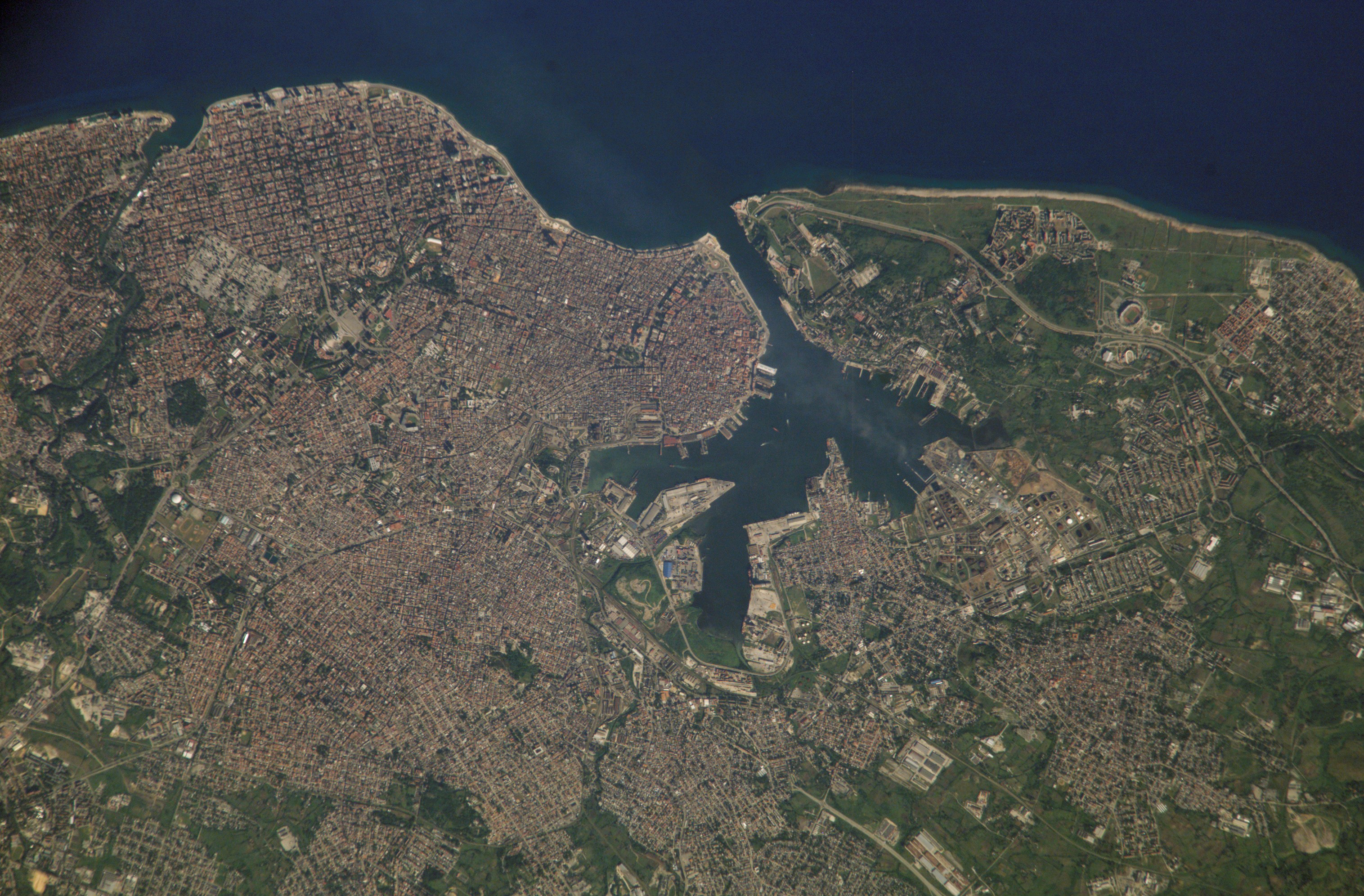
satelitní snímek města
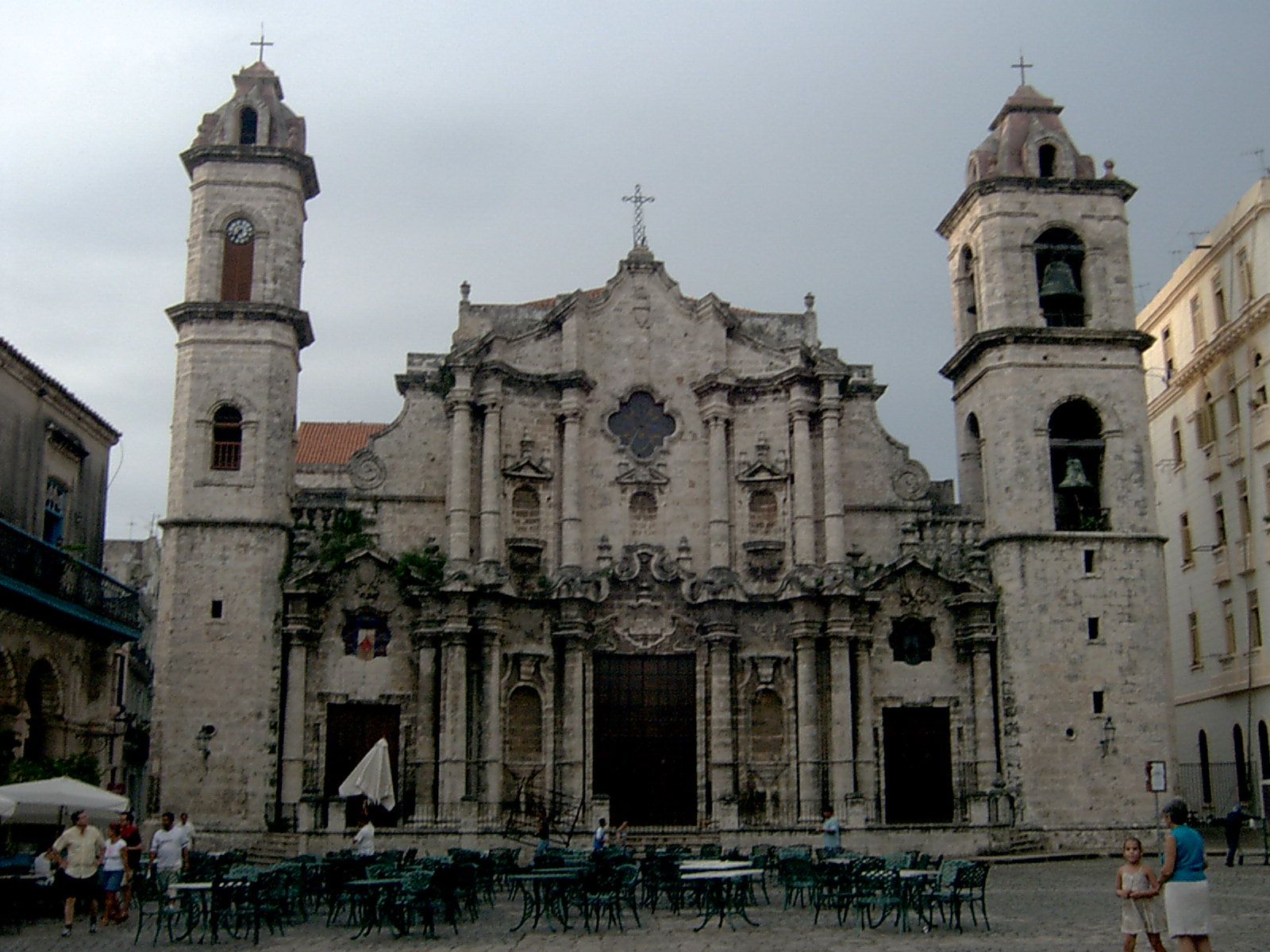
havanská katedrála
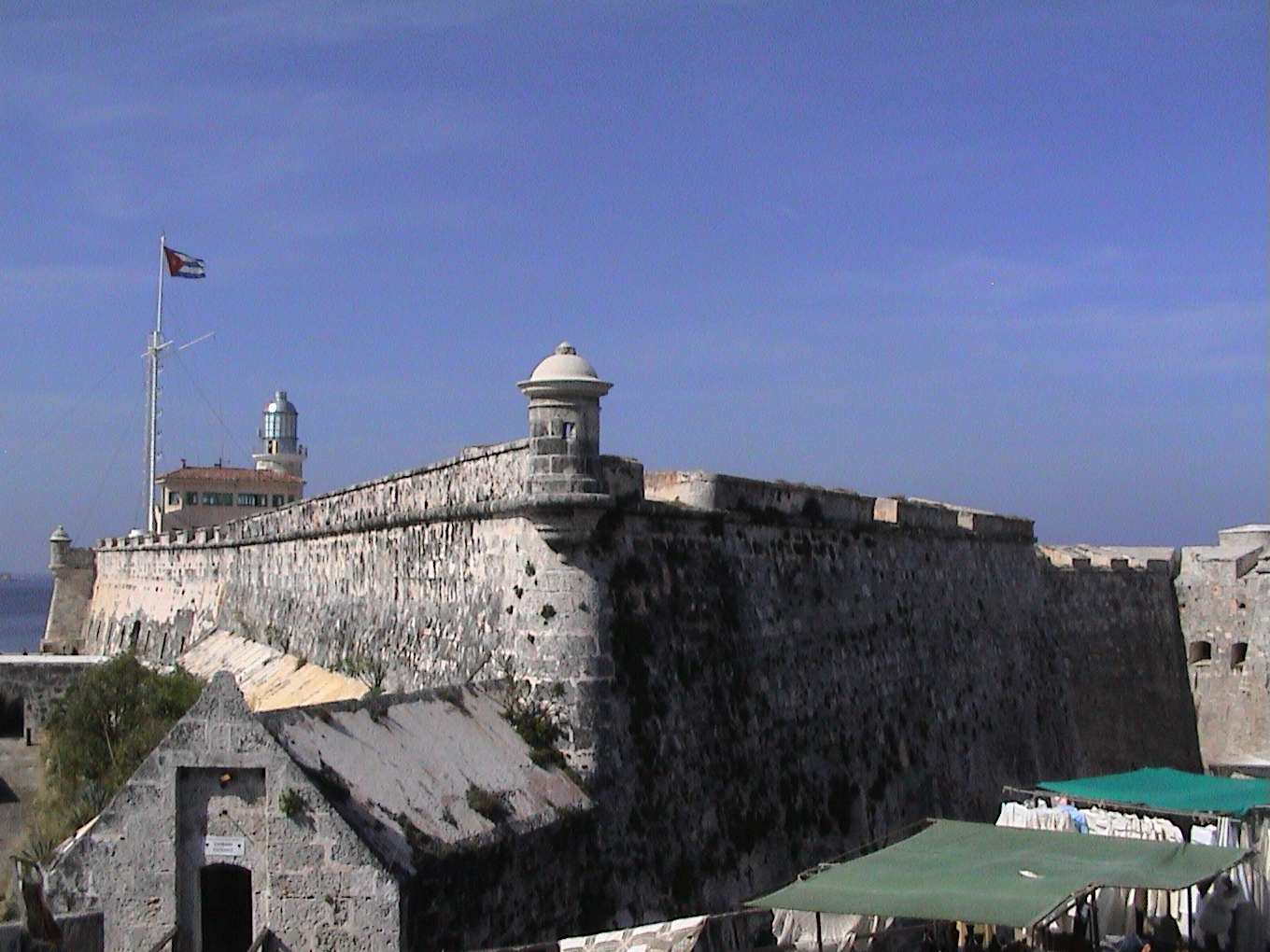
Castillo de los Tres Reyes del Morro
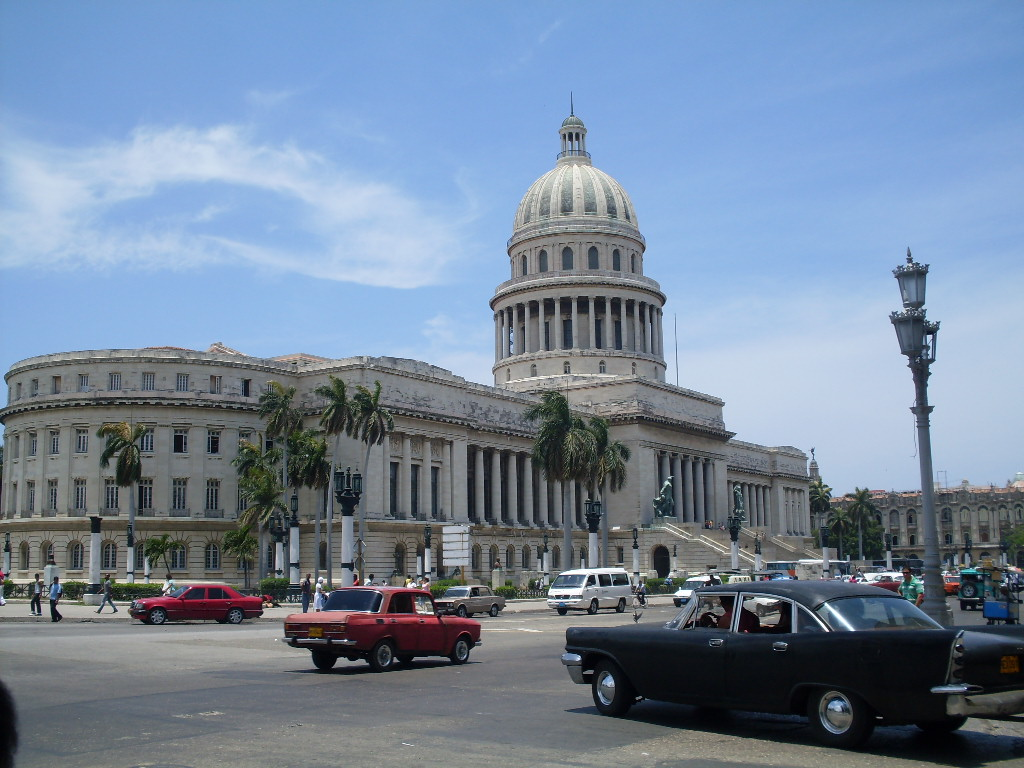
Kubánské sídlo vlády

## Slavní rodáci
- José Martí (1853–1895), kubánský básník, spisovatel, národní hrdina, vůdčí osobností kubánského hnutí za nezávislost na Španělsku
- José Raúl Capablanca (1888–1942), kubánský šachista, mistr světa v šachu v letech 1921–1927
- Celia Cruzová (1925–2003), kubánská zpěvačka
- Paquito D'Rivera (* 1948), kubánský jazzový saxofonista a klarinetista
- Andy García (* 1956), kubánsko-americký herec
- Maria Teresa Lucemburská (* 1956), sňatkem lucemburská velkovévodkyně
- Gloria Estefan (* 1957), kubánsko-americká zpěvačka, pětinásobná vítězka ceny Grammy
- Alberto Salazar (* 1958), bývalý kubánsko-americký atlet, specialista na vytrvalostní běhy
- Alejandro Mayorkas (* 1959), kubánsko-americký právník a politik, od února 2021 ministr vnitřní bezpečnosti Spojených států

## Partnerská města
- Barcelona, Španělsko
- Peking, Čína
- Bělehrad, Srbsko
- Bogotá, Kolumbie
- Caracas, Venezuela
- Cartagena, Španělsko
- Constanţa, Rumunsko
- Cuzco, Peru
- Ankara, Turecko
- Isfahán, Írán
- Glasgow, Skotsko, Spojené království
- Istanbul, Turecko
- Izmir, Turecko

- Madrid, Španělsko
- Mobile, USA
- Moskva, Rusko
- Oaxaca, Mexiko
- Rotterdam, Nizozemsko
- Petrohrad, Rusko
- Santo Domingo, Dominikánská republika
- São Paulo, Brazílie
- Teherán, Írán
- Tijuana, Mexiko